# Jesse Bledsoe

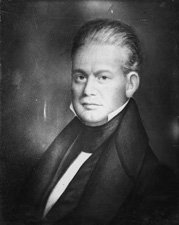
Jesse Bledsoe

Jesse Bledsoe, född 6 april 1776 i Culpeper County, Virginia, död 25 juni 1836 i Republiken Texas, var en amerikansk professor, präst och politiker (demokrat-republikan). Han representerade delstaten Kentucky i USA:s senat 1813–1814.
Bledsoe studerade vid Transylvania University. Han studerade sedan juridik och inledde sin karriär som advokat i Lexington, Kentucky. Han var delstatens statssekreterare (Secretary of State of Kentucky) 1808–1812. Han efterträdde 1813 John Pope i USA:s senat. Senator Bledsoe avgick i december 1814 och efterträdaren Isham Talbot tillträdde ämbetet den 2 februari 1815.
Bledsoe var elektor för James Monroe i presidentvalet i USA 1820. Han var verksam som professor i juridik vid Transylvania University och därefter som präst i Kristi Lärjungar.